# بيير دانينوس
بيير دانينوس (بالفرنسية: Pierre Daninos)‏ (26 مايو 1913 - 7 يناير 2005) كاتب فرنسي ولد في باريس وتوفي بها عن 91 عاماً، اشتهر بمؤلفاته المستوحاة من مختلف رحلاته في أنحاء العالم.

## أشهر أعماله
- مذكرات الرائد طومسون 1954.
- سونيا الآخرون وأنا 1952.
- مذمرات الرب الإله 1947 .
- بيجاما 1972 .
- صنع في فرنسا 1977 .
- معرض الجليد 1983 .
- المهنة كاتب 1988 .

## من كلماته الشهيرة
1. إن الناس لا يعرفون سعادتهم ولكن سعادة الآخرين لا تخفى عنهم أبداً.
2. إن أقسى ما في الحياة ليس أن تسأم، بل أن تكون مكرهاً على أن تبدو مسروراً.

## روابط خارجية
- بيير دانينوس على موقع IMDb (الإنجليزية)
- بيير دانينوس على موقع مونزينجر (الألمانية)
- بيير دانينوس على موقع ألو سيني (الفرنسية)
- بيير دانينوس على موقع ديسكوغز (الإنجليزية)
- بيير دانينوس على موقع قاعدة بيانات الفيلم (الإنجليزية)